# Polyphonic Music of the Fourteenth Century
Polyphonic Music of the Fourteenth Century (с англ. Многоголосная музыка XIV века; часто сокращённо PMFC) — серия нотных изданий (главным образом, вокальной) музыки XIV — начала XV веков, которую выпускало издательство Oiseau-Lyre (Монако) в 1956—1991 годах. Несмотря на заглавие серии, публикации включают также отдельные сочинения XIII века, а также памятники светской одноголосной музыки. Старинные нотные рукописи транскрибированы в классической пятилинейной нотации, часто с указанием рукописных разночтений, сопровождаются научным введением, публикацией поэтических текстов и источниковедческими комментариями. Всего было выпущено 24 «тома», один из которых (vol.23) в двух объёмистых книгах (23A и 23B). Главными редакторами серии последовательно были Лео Шраде (1903—1964), Фрэнк Харрисон (1905—1987) и Курт фон Фишер (1913—2003).
Требования к изданиям серии предполагали для каждого титульного автора или тематической подборки (например, в нотной рукописи) приглашение ведущих учёных. В качестве редакторов выступали Лео Шраде, Курт фон Фишер, Франко Альберто Галло, Томас Маррокко, Фрэнк Харрисон, Эрнест Сандерс, Джулио Каттин, Гордон Грин и другие признанные источниковеды и медиевисты. Благодаря высоким научным требованиям PMFC (наряду с хронологически более обширной серией Corpus mensurabilis musicae) фактически устанавливает стандарт критического издания для старинного музыкального артефакта.
Вошедшие в PMFC полные собрания сочинений Филиппа де Витри (PMFC 1), Гийома де Машо (PMFC 2-3) и Франческо Ландини (PMFC 4) неоднократно переиздавались, в XXI веке востребованы в учебной и научной работе, отчасти и в исполнительской практике.

## Выпуски («тома») PMFC
- PMFC 1 The Roman de Fauvel; The works of Philippe de Vitry; French cycles of the ordinarium missae / ed. by Leo Schrade. Monaco: Oiseau-Lyre, 1956; R 1974.
- PMFC 2 The works of Guillaume de Machaut (1) / ed. by Leo Schrade. 1956; R 1974.
- PMFC 3 The works of Guillaume de Machaut (2) / ed. by Leo Schrade. 1957; R 1974.
- PMFC 4 The works of Francesco Landini / ed. by Leo Schrade. 1958; R 1974.
- PMFC 5 Motets of French provenance / ed. by F. Harrison. 1968; R 1974.
- PMFC 6 Italian secular music (1) / ed. by W. Thomas Marrocco. 1968; R 1974.
- PMFC 7 Italian secular music (2) / ed. by W. Thomas Marrocco. 1971.
- PMFC 8 Italian secular music (3) / ed. by W. Thomas Marrocco. 1972.
- PMFC 9 Italian secular music (4) / ed. by W. Thomas Marrocco. 1975.
- PMFC 10 Italian secular music (5) / ed. by W. Thomas Marrocco. 1977.
- PMFC 11 Italian secular music (6) / ed. by W. Thomas Marrocco. 1978.
- PMFC 12 Italian sacred music / ed. by Kurt von Fisher & F. Alberto Gallo. 1976
- PMFC 13 Italian sacred and ceremonial music / ed. by Kurt von Fisher & F. Alberto Gallo. 1987.
- PMFC 14 English music of the thirteenth and early fourteenth centuries / ed. by Ernest H Sanders. 1979.
- PMFC 15 Motets of English provenance / ed. by Frank Ll. Harrison. 1979.
- PMFC 16 English music for mass and offices (I) / ed. by Ernest H. Sanders, Frank Ll. Harrison, Peter M. Lefferts. 1983.
- PMFC 17 English music for mass and offices (II) / ed. by Ernest H. Sanders, Frank Ll. Harrison, Peter M. Lefferts. 1986.
- PMFC 18 French secular music (1): Manuscript Chantilly. 1st part / ed. by Gordon K. Greene. 1980.
- PMFC 19 French secular music (2): Manuscript Chantilly. 2nd part / ed. by Gordon K. Greene. 1981.
- PMFC 20 French secular music (3): Ballades and canons / ed. by Gordon K. Greene. 1982.
- PMFC 21 French secular music (4): Virelais // ed. by Gordon K. Greene. 1987.
- PMFC 22 French secular music (5): Rondeaux and miscellaneous pieces / ed. by Gordon K. Greene. 1989.
- PMFC 23A French sacred music (1) / ed. by Giulio Cattin & Francesco Facchin. 1989.
- PMFC 23B French sacred music (2) / ed. by Giulio Cattin & Francesco Facchin. 1991.
- PMFC 24 Complete works of Johannes Ciconia / ed. by Anne Hallmark & Margaret Bent. 1985.
- Polyphonic music of the fourteenth century: commentary notes by Leo Schrade. Monaco: Oiseau-Lyre, 1956—1958.